# 山口頌平
山口 頌平（やまぐち しょうへい、1994年7月21日 - ）は、日本の元男子バレーボール選手である。

## 来歴
長崎県佐世保市出身。友達に誘われたのがきっかけで小学2年生よりバレーボールを始める。
大村工業高等学校の2年生時に春の高校バレーにセッターとして出場し、全国優勝を果たす。2013年、早稲田大学に進学。1年生時に全日本インカレに出場し、優勝。同年、世界ジュニア選手権にU-21日本代表として出場。2016年、アジアカップにU-23日本代表として出場し、ベストセッター賞を受賞した。2016-17シーズン、V・プレミアリーグ（当時のVリーグ1部リーグ）に所属する堺ブレイザーズ（現・日本製鉄堺ブレイザーズ）の内定選手となった。
2017年、大学卒業後に、堺ブレイザーズに入団した。入団1シーズン目となる2017-18シーズン、V・プレミアリーグの試合に出場しVリーグデビューを果たした。
2023年、堺ブレイザーズの主将に就任した。
2025年3月、2024-25シーズン限りでの退団が、4月に現役引退が発表された。5月29日に引退選手として公示。6月にクインシーズ刈谷のコーチ就任が発表された。

## 球歴
- U-23日本代表
  - アジアカップ - 2016年
- U-21日本代表
  - 世界ジュニア選手権(U-21) - 2013年

## 所属チーム
- 大村工業高等学校（2010-2013年）
- 早稲田大学（2013-2017年）
- 堺ブレイザーズ/日本製鉄堺ブレイザーズ（2017-2025年）

## 受賞歴
- 2016年 - アジアカップ ベストセッター賞